# Trichechus manatus
Il lamantino dei Caraibi o manato dei Caraibi (Trichechus manatus Linnaeus, 1758) è un mammifero della famiglia Trichechidae che vive nelle acque dei Caraibi.

## Descrizione
Come gli altri lamantini è completamente adattato alla vita acquatica: gli arti anteriori sono trasformati in pinne, mentre i posteriori sono assenti.
La lunghezza di un adulto è circa 3 metri e il peso è in genere compreso tra 400 e 600 kg, ma sono stati osservati esemplari pesanti fino a 1500 kg. Le femmine sono più grandi dei maschi.
Il colore è grigio o marrone negli adulti, mentre i piccoli, fino a un mese di età, sono più scuri.

## Biologia
Si nutre di piante acquatiche: in un giorno può consumarne fino a un quarto del proprio peso. Sono animali quasi del tutto privi di vita sociale: a parte gli accoppiamenti e la relazione tra madre e piccolo, non sembrano esservi altre relazioni tra gli individui, anche se capita che diversi lamantini si riuniscano nella ricerca del cibo.
La gravidanza dura 12 mesi e in genere viene partorito un solo cucciolo.
La vita media raggiunge i 50 anni.

## Distribuzione e habitat

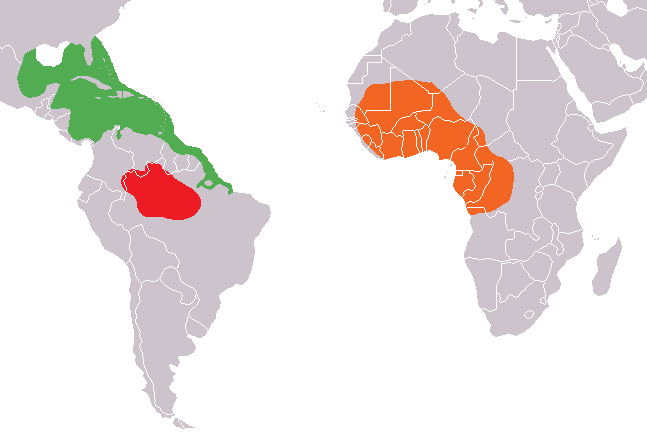
Areale (in verde) del lamantino dei Caraibi

Vive nelle acque costiere del Golfo del Messico e lungo le coste atlantiche dell'America centrale, del Venezuela e del Brasile e spesso risale anche i fiumi.

## Conservazione
La IUCN considera questa specie «vulnerabile».